# Trujillanos (kommunhuvudort)
Trujillanos är en kommunhuvudort i Spanien.   Den ligger i provinsen Provincia de Badajoz och regionen Extremadura, i den centrala delen av landet, 270 km sydväst om huvudstaden Madrid. Trujillanos ligger 255 meter över havet och antalet invånare är 1 347.
Terrängen runt Trujillanos är platt. Runt Trujillanos är det ganska glesbefolkat, med 38 invånare per kvadratkilometer. Närmaste större samhälle är Mérida, 8,4 km sydväst om Trujillanos. Trakten runt Trujillanos består till största delen av jordbruksmark.